# Aidhausen
Aidhausen es uno de los municipios de Haßberge en Baviera, Alemania. Está situado en la región de Meno-Rhön.
- Datos: Q404041
- Multimedia: Aidhausen / Q404041

1. ↑  Worldpostalcodes.org, código postal n.º 97491.